# Enéh
Az Enéh török eredetű régi magyar személynév, a csodaszarvas mondájában Hunor és Magor anyjának neve. Jelentése a mai ünő (fiatal nőstény szarvas) szóval függ össze, de eredeti jelentése (fiatal) tehén. Földes Péter szerint nevének jelentése "Szarvasünő szellem".
Czuczor Gergely és Fogarasi János szerint ünő szavunk régebben előfordult üné alakban is. Megfelelői több altaji nép szótárában is megtalálhatók, eltérő formában, pl. csuvas inä, oszmán inek. E szerint a szóban forgó név lehet magyar eredetű is.

## Rokon nevek
- Ené:[1] az Enéh alakváltozata.[2]
- Enese:[1] az Enéh -se kicsinyítőképzős alakja.
- Enet:[1] az Enéh névnek a középkori krónikákban előforduló Eneth alakváltozatából származik, aminek a helyes olvasata valószínűleg Enecs lenne.[2]
- Enikő

## Gyakorisága
Az 1990-es években az Enéh, Ené, Enese és Enet szórványos név volt, a 2000-es években nem szerepelnek a 100 leggyakoribb női név között.

## Névnapok
- november 13.

## Híres Enéhek, Enék,  Enesék, Enetek
- magyar mitológiai alak, Ménrót felesége, Hunor és Magor anyja